# ディー・ライト
ディー・ライト（Deee-Lite）は、アメリカのハウス／ダンス・ミュージック・グループ。結成当初は「Dee-Lite」だったが、テイ・トウワが加入してからは「Deee-Lite」と表記するようになった。

## 概要
当時はまだマイナーだったハウス・ミュージックを斬新にポピュラー化して一世風靡した最初のグループ。
当初はロシア人のスーパーDJディミトリーとテキスタイル・デザイナーでゴー・ゴー・ダンサーのレディ・ミス・キアーの2人組ユニットとして1987年にニューヨークで結成。その後、日本のテクノ通には有名（坂本龍一のサウンドストリートの一般から応募されたデモ・テープを流す人気コーナーの常連）だった、ジャングルDJトーワトーワ（テイ・トウワ）が参加し、1990年にデビュー。「最初の音出しは感動的だったわ。トーワがディー・ライトのサウンドを新しい次元、無限のレベルまで連れてってくれたのよ」（ミス・キアー）。
ハンナ・バーベラ・プロダクションのアニメから飛び出して来たかのようなサイケデリック調のド派手なファッションも話題に。それにはジョージ・クリントン率いるパーラメントやファンカデリックのPファンクからの影響も大きく、実際アルバムにはブーツィー・コリンズなどのPファンカーも参加していて、自らの音を「サンプリング世代のファンカデリック」と位置づけ、「サンプラデリック」と表現していた。
デビュー曲の「グルーヴ・イズ・イン・ザ・ハート」（Groove Is In the Heart）は全米4位の大ヒットを記録した。横浜出身のテイの存在ゆえに、この曲のヒットは日本のマスコミでも大きく取り上げられた。またブーツィー・コリンズ等も登場するPVを制作した中野裕之がMTVビデオ・ミュージック・アウォーズで、日本人初のノミネートを受けている。
1992年、社会問題に焦点を当てた2枚目のアルバム『インフィニティ・ウィズイン』をリリース、その後テイはグループでの活動を徐々に縮小してゆきやがて脱退してしまう。主な理由としてはメンバー達との音楽性の相違（人間的に嫌いになったわけではない）やスポットライトを浴びる生活に馴染めなかったことなどだったと本人が明かしている。その他に体調を崩してしまったこと、そして家族を持ったことなどを別のインタビューで挙げている。
その後、新メンバーとしてDJアニを迎え、3枚目のアルバム『デュウドロップス・イン・ザ・ガーデン』(1994年)を完成させたが、グループは1996年に活動を停止する。
2000年には、「グルーヴ・イズ・イン・ザ・ハート」が『チャーリーズ・エンジェル』の映画化作品（2000年版）のサウンドトラック盤に収録されたことで再評価され、リバイバル・ヒットした。

## メンバー
- DJディミトリー (DJ Dmitry)
- レディ・ミス・キアー (Lady Miss Kier)
- テイ・トウワ (Towa Tei)
- DJアニ (DJ Ani / Ani Schempf)

## ディスコグラフィ

### スタジオ・アルバム
- 『ワールド・クリーク』 - World Clique (1990年)
- 『インフィニティ・ウィズイン』 - Infinity Within (1992年)
- 『デュウドロップス・イン・ザ・ガーデン』 - Dewdrops in the Garden (1994年)

### コンピレーション・アルバム
- 『デュウドロップス・イン・ザ・リミックス』 - Dewdrops in the Remix (1995年)
- 『ディー・リミックス・ベスト!』 - Sampladelic Relics & Dancefloor Oddities (1996年)
- 『ザ・ヴェリー・ベスト・オブ・ディー・ライト』 - The Very Best of Deee-Lite (2001年)
- The Elektra Years (2020年)

### 主なシングル
- グルーヴ・イズ・イン・ザ・ハート (1990年)
- パワー・オブ・ラヴ (1990年) (英25位, 米47位)
- ランナウェイ（1992年）

### 音楽配信
- Deee-Lite - mora
- Deee-Lite - YouTube Music チャンネル
- Deee-Lite - Spotify
- ディー・ライト - Apple Music